# Hanyintó alkari izom

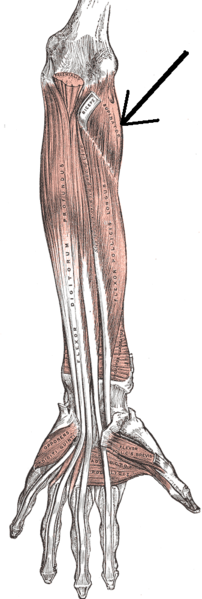
Az alkar izmai (A nyíl mutatja a hanyintó alkari izmot)

A hanyintó alkari izom (latinul musculus supinator) egy izom az ember alkarján. A hanyintás szó A Pallas nagy lexikona szerint: „a kar és kéz kifelé való forgatása, kéregető mozgás vagy kéztartás”.

## Eredés, tapadás, elhelyezkedés
Ez az izom több helyről ered. A felkarcsont (humerus) külső könyökdudoráról (epicondylus lateralis humeri),  a könyök ízület ligamentum collaterale radiale-járól és ligamentum annulare radii-járól, valamint a singcsont (ulna) crista musculi supinatoris részéről. Végül az orsócsont (radius) 1/3-ának belső, elülső, hátulsó felszínén tapad.

## Funkció
Kifelé forgatja (supinatio) az alkart (felfordítja a tenyeret).

## Beidegzés, vérellátás
A nervus radialis mély ága (C5, C6) a nervus interosseus antebrachii posterior idegzi be és az arteria recurrens radialis látja el vérrel.